# Filippinsk kakadu
Filippinsk kakadu (latin: Cacatua haematuropygia) er en fugl i familien kakaduer i ordenen papegøjer, der lever på Filippinerne.